# Station Lichtenvoorde-Groenlo
Station Lichtenvoorde-Groenlo is een spoorwegstation, gelegen tussen Groenlo en Lichtenvoorde in het dorp Lievelde aan de spoorlijn Zutphen - Winterswijk. Het station werd geopend op 24 juni 1878. Zowel Groenlo als Lichtenvoorde hebben getracht het station te verkrijgen. Beide plaatsen grepen echter naast een treinstation bij de eigen kern. De spoorlijn is van Ruurlo naar Winterswijk via de kortste route aangelegd, met een station bij Lievelde tussen Lichtenvoorde en Groenlo in. Met de tram van de Stoomtramweg-Maatschappij Lichtenvoorde-Groenlo kreeg Groenlo in 1883 een spoorverbinding met het station in Lievelde. In 1907 werd het station hernoemd naar Station Lichtenvoorde, omdat de naam verwarring gaf met Station Groenlo. De verwarring leidde er soms toe dat goederen op de verkeerde plaats werden bezorgd. Later is deze naamsverandering teruggedraaid. In 1908 werd ook Lichtenvoorde met de tram van de Geldersch-Westfaalsche Stoomtram Maatschappij met het station verbonden.
Het stationsgebouw is gesloopt in 1990. Sindsdien is hier geen stationsgebouw meer.
Tot 1999 reed de NS op deze lijn. Daarna nam Syntus de exploitatie over en sinds december 2012 exploiteert Arriva de lijn.
In 2013 is het plein voor het station verbouwd en kregen de bussen een betere aansluiting op het spoor. Ook zijn de parkeerplaatsen voor de auto's en fietsen groter gemaakt. Er zijn plannen om in de toekomst tegenover het station een kiosk te plaatsen.

## Treinen
| Serie       | Treinsoort         | Route                                                     | Bijzonderheden |
| ----------- | ------------------ | --------------------------------------------------------- | --- |
| 30400 RE 30 | Sneltrein (Arriva) | Apeldoorn – Zutphen – Lichtenvoorde-Groenlo – Winterswijk | Rijdt 's avonds van Zutphen naar Apeldoorn en van Apeldoorn naar Winterswijk. Rijdt in het weekend de gehele dag tussen Winterswijk en Apeldoorn. Stopt tussen Zutphen en Winterswijk op alle tussengelegen stations. |
| 30800 RS 31 | Stoptrein (Arriva) | Winterswijk – Lichtenvoorde-Groenlo – Zutphen             | enkele treinen rijden van/naar Apeldoorn |

## Bussen
Op dit station stoppen bussen van de volgende lijnen:
- Lijn 72: Neede - Eibergen - Groenlo - Station Lichtenvoorde-Groenlo - Lichtenvoorde
- Lijn 74: Enschede - Eibergen - Groenlo - (Station Lichtenvoorde-Groenlo -) Lichtenvoorde - Harreveld - Varsseveld - Westendorp - Doetinchem

## Afbeeldingen

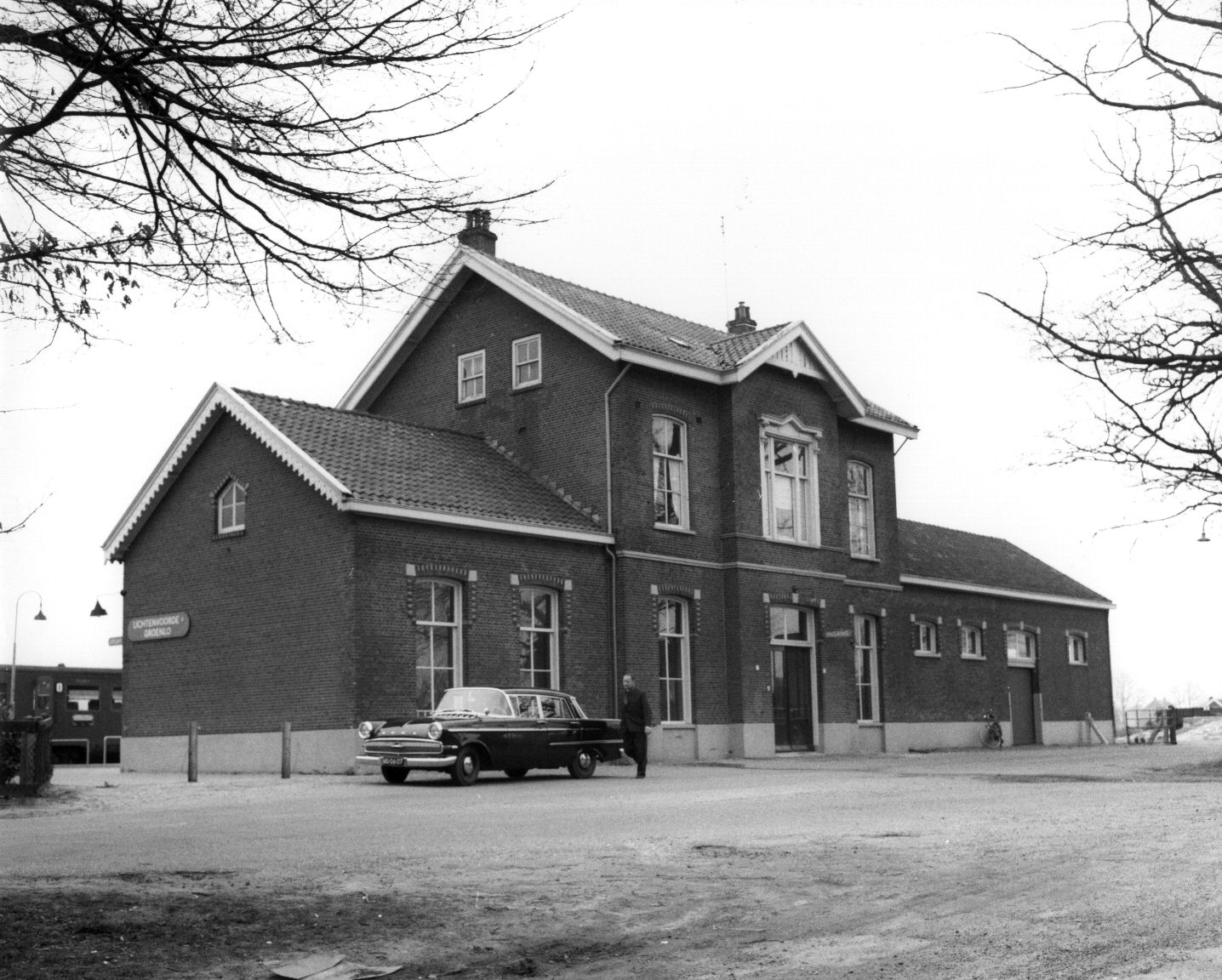
Stationsgebouw (1966)
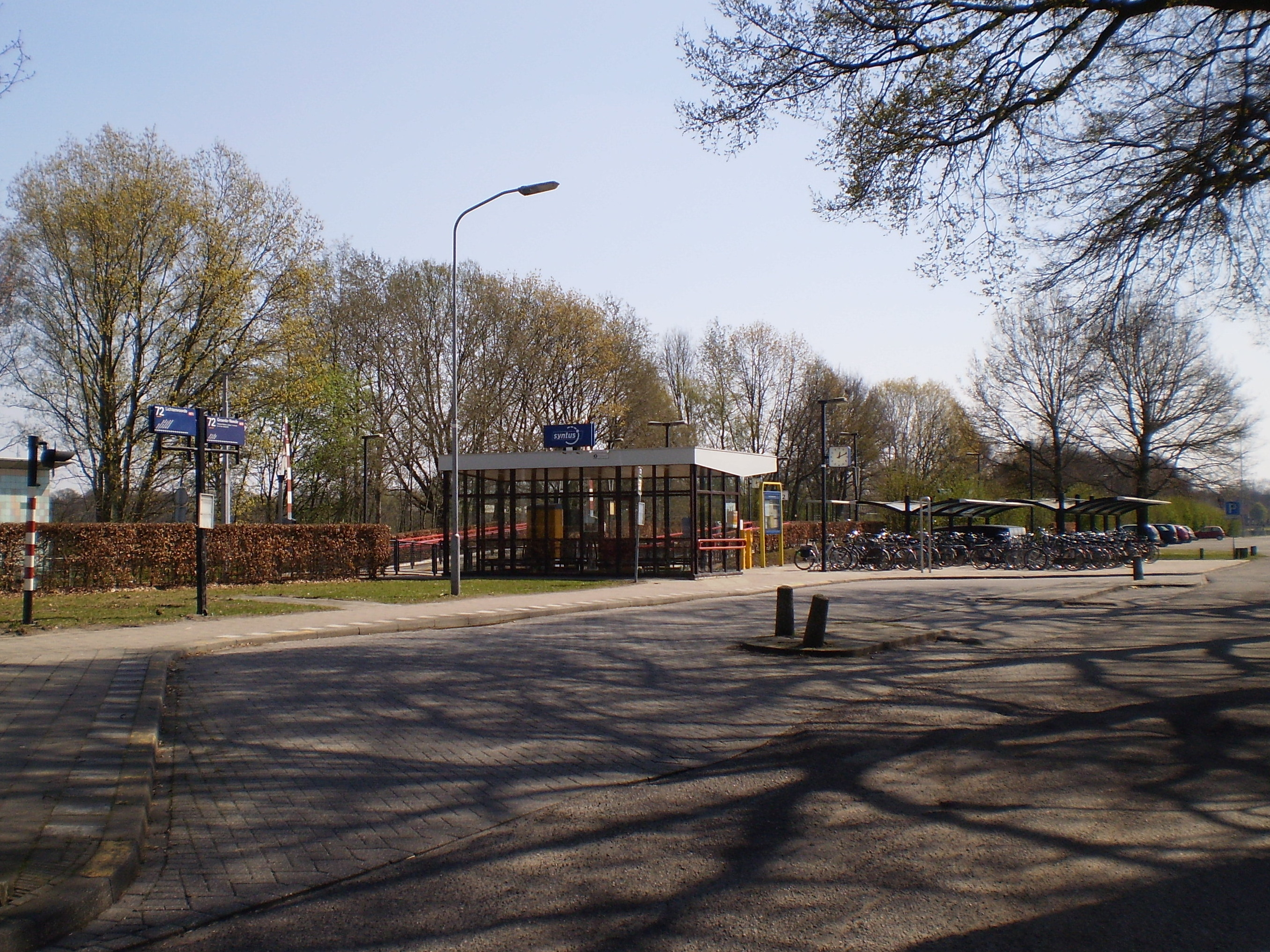
Het station in 2010
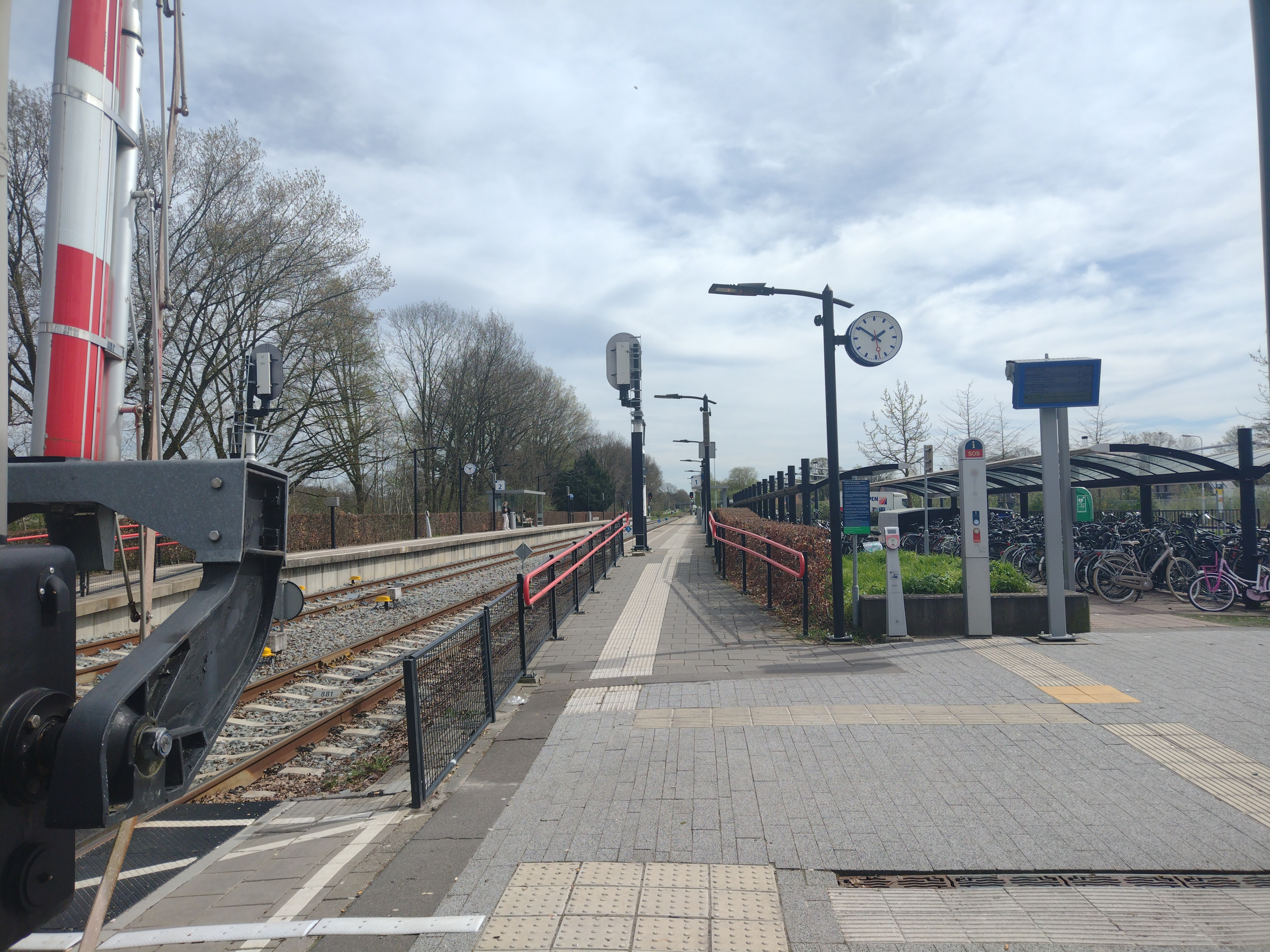
Perrons van het station
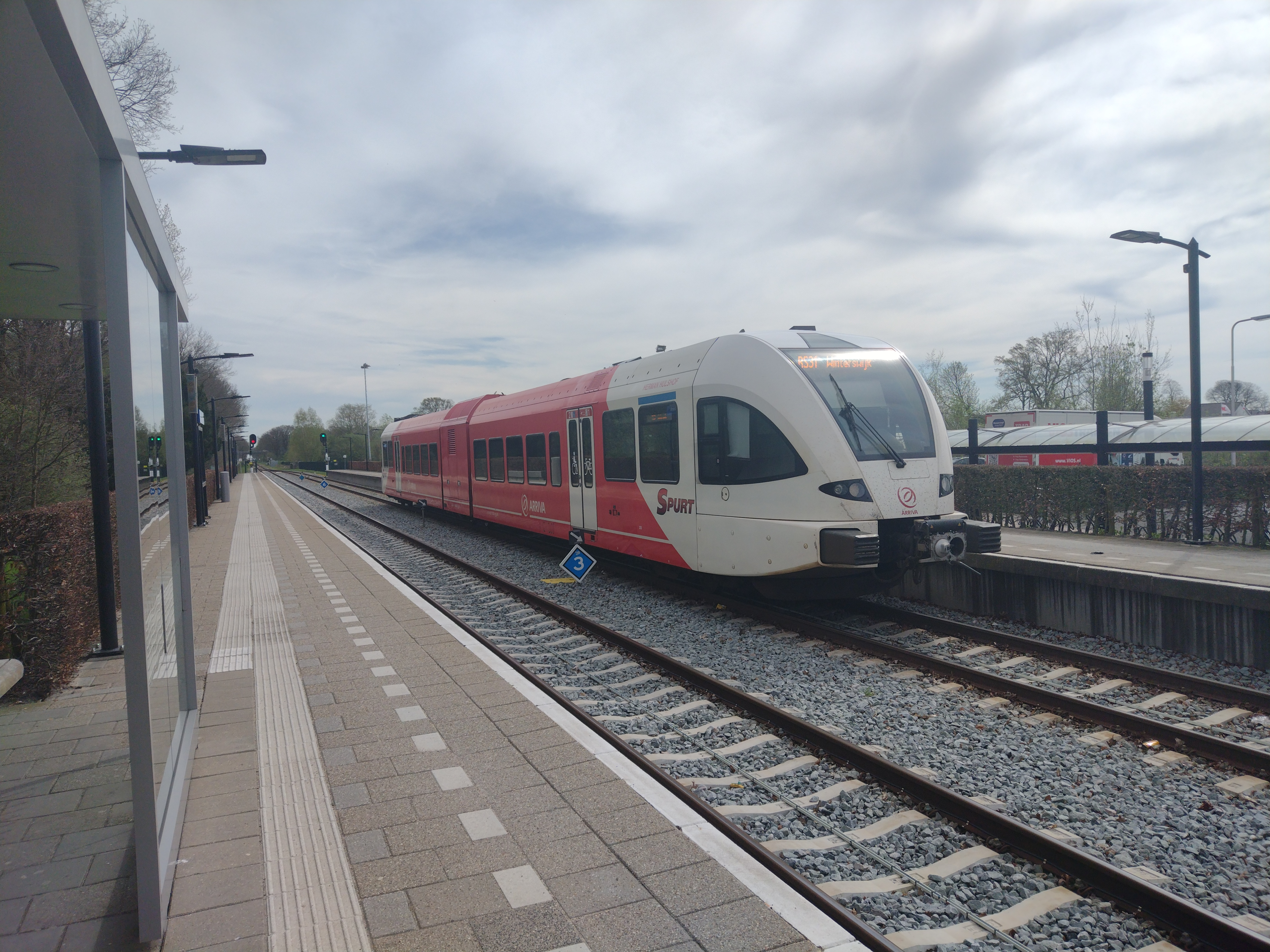
Arriva GTW op het station

0,0: Zutphen ·
0,5: Nieuwstad ·
7,0: Warken ·
11,8: Vorden ·
17,5: Brandenborch ·
21,3: Ruurlo ·
28,8: Beltrum-Zieuwent ·
33,9: Lichtenvoorde-Groenlo ·
42,5: Winterswijk West ·
Winterswijk GOLS ·
43,6: Winterswijk
Huidige stations:
Aalten ·
Apeldoorn · 
-De Maten · 
-Osseveld ·
Arnhem:
-Centraal · 
-Presikhaaf · 
-Velperpoort · 
-Zuid ·
Barneveld:
-Centrum · 
-Noord ·
-Zuid ·
Beesd ·
Brummen ·
Culemborg ·
Didam ·
Dieren ·
Doetinchem · 
-De Huet · 
Duiven ·
Ede:
-Centrum ·
-Wageningen ·
Elst ·
Ermelo ·
Gaanderen · 
Geldermalsen ·
't Harde ·
Harderwijk ·
Hemmen-Dodewaard ·
Kesteren ·
Klarenbeek ·
Lichtenvoorde-Groenlo ·
Lochem ·
Lunteren ·
Nijkerk ·
Nijmegen · 
-Dukenburg · 
-Goffert · 
-Heyendaal · 
-Lent ·
Nunspeet · 
Oosterbeek ·
Opheusden ·
Putten ·
Rheden ·
Ruurlo ·
Terborg ·
Tiel · 
-Passewaaij ·
Twello · 
Varsseveld · 
Veenendaal-De Klomp · 
Velp · 
Voorst-Empe · 
Vorden · 
Wehl ·
Westervoort · 
Wezep · 
Wijchen ·
Winterswijk · 
-West · 
Wolfheze · 
Zaltbommel · 
Zetten-Andelst · 
Zevenaar · 
Zutphen
Voormalige stations: lijst van voormalige spoorwegstations in Gelderland